# Nilea indica
Nilea indica är en tvåvingeart som först beskrevs av Gardner 1940.  Nilea indica ingår i släktet Nilea och familjen parasitflugor. Inga underarter finns listade i Catalogue of Life.